# Chorbrunnen
Amtlich Chorbrunnen, vor Ort nur Chorbrünnel heißt ein Naturdenkmal mit der Listennummer ND-7332-520 in der Feldgemarkung der rheinland-pfälzischen Ortsgemeinde Dirmstein. Der Brunnen ist neben der Wörschberger Hohl das Hauptziel des 2006 eröffneten Chorbrünnel-Rundwegs.

## Geographische Lage

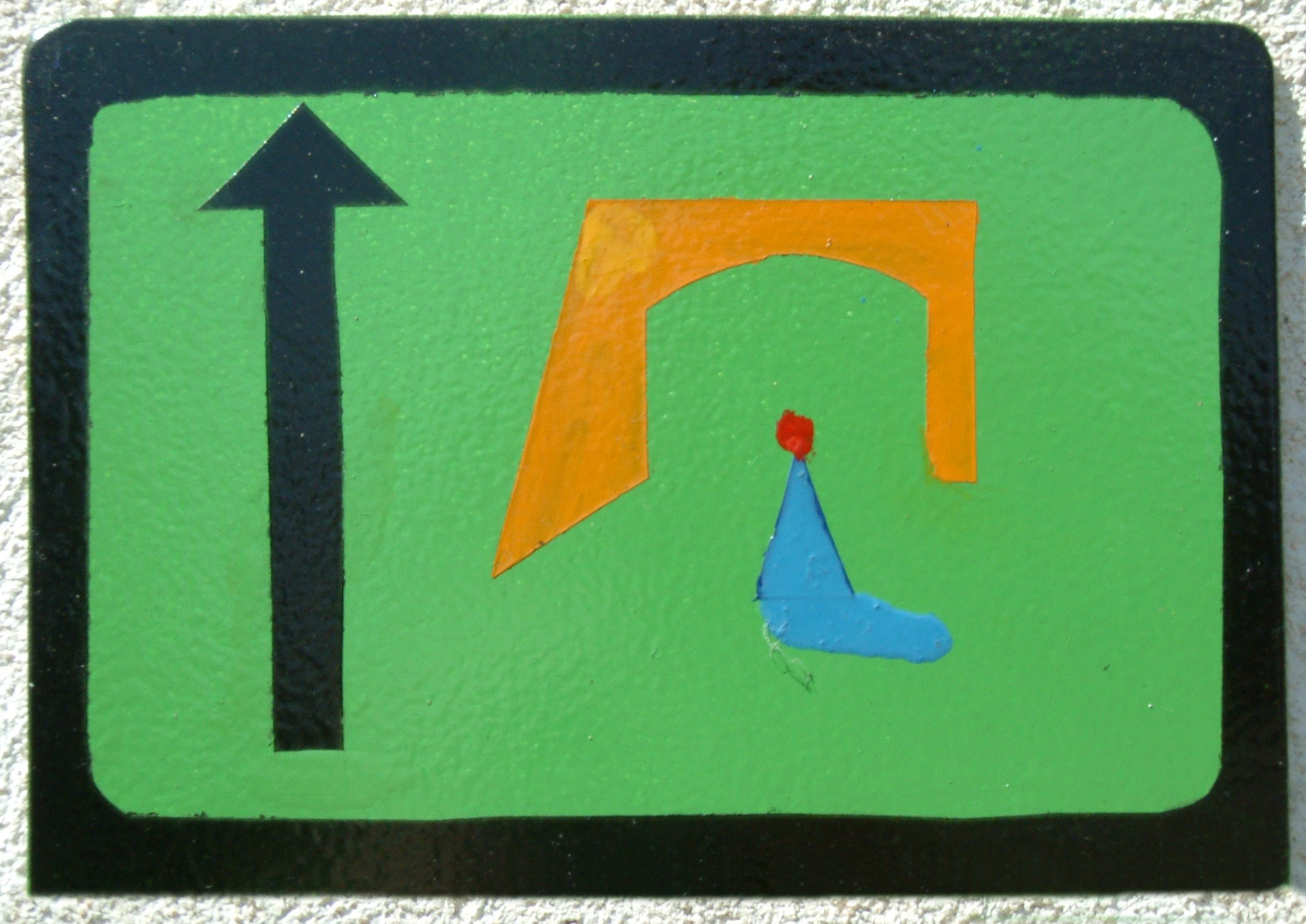
Hinweisschild zum Rundweg

Das Chorbrünnel liegt knapp 500 m nordwestlich der Dirmsteiner Wohnbebauung auf einer Höhe von 125 m ü. NHN am linken Ufer des Floßbachs, eines linken Zuflusses des Eckbachs. Vom etwas höher gelegenen Rundweg führt eine steinerne Treppe mit 15 Stufen rechts hinunter zum Brunnen; am Weg weist ein Schild darauf hin.
Jeweils etwa 600 m entfernt verläuft östlich die Landesstraße 455 von Dirmstein nach Offstein und südlich die Landesstraße 453 nach Obersülzen. Letztere passiert westlich der Dirmsteiner Wohnbebauung das Naturdenkmal der Lösswände.

## Anlage und Geschichte

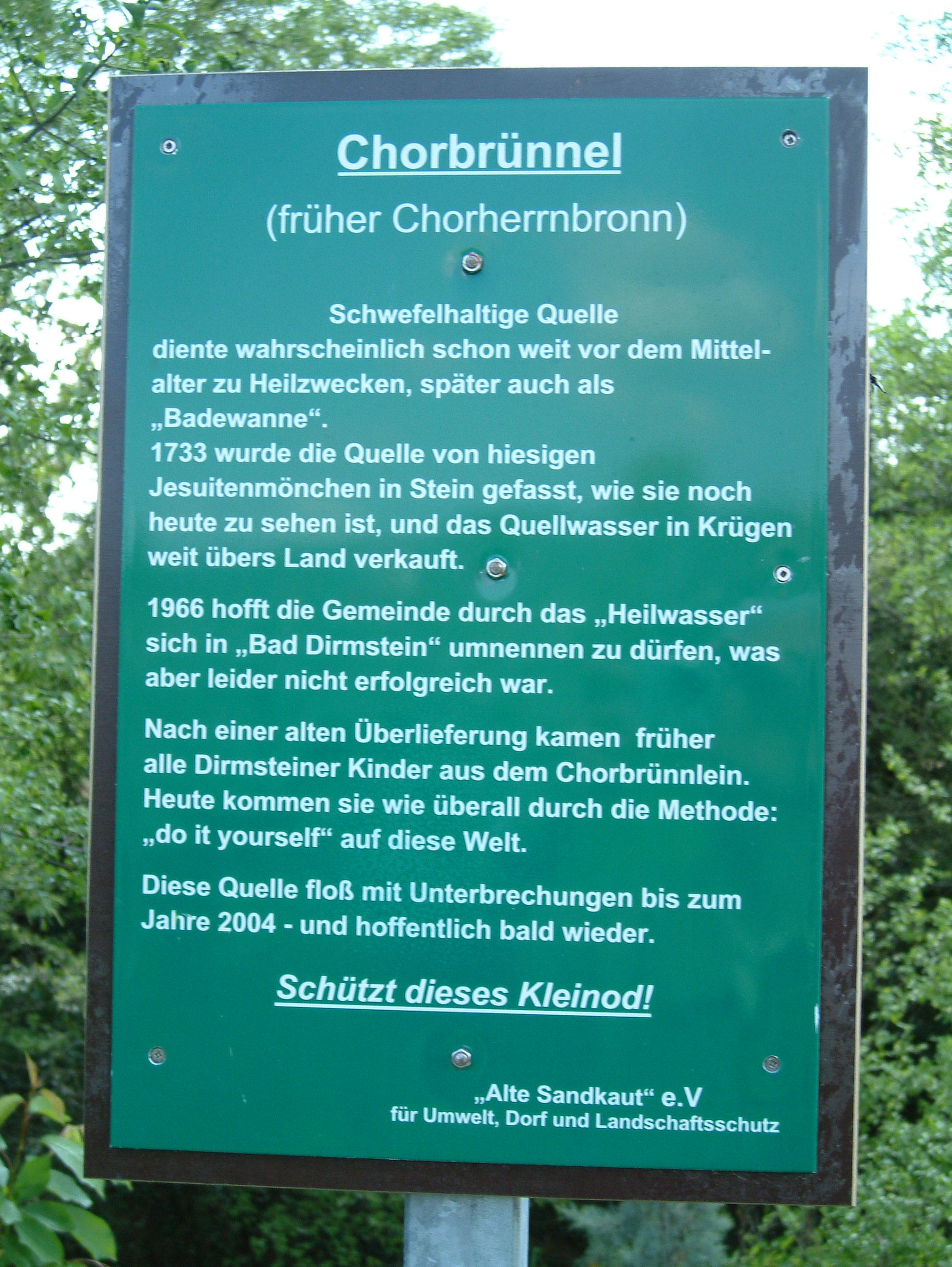
Infotafel am Chorbrünnel

Der kleine Brunnen besitzt eine aus Sandstein gemauerte Kammer und wurde, bis er in den 1990er Jahren zuweilen und 2005 auf Dauer trockenfiel, von einer schwefelhaltigen Quelle gespeist. Mit dem Wasser der eigentlichen Schwefelquelle vermischte sich die Schüttung von sieben weiteren Quellen ohne Schwefelgehalt, wodurch der Schwefelgeschmack erheblich abgeschwächt wurde. Das Brunnenwasser trat bis zum Ende des Mittelalters frei zutage und wurde zu Heilzwecken genutzt.
In der ersten Hälfte des 16. Jahrhunderts führten die Dirmsteiner Jesuiten das Quellwasser über einen gedeckten Kanal, der auf seiner Länge von 130 m fünf Reinigungskästen aufweist, zu der damals errichteten Brunnenkammer nahe dem rechts vorbeifließenden Floßbach. Eine gleichfalls aus Sandstein gemauerte Wanne nahm das aus der Kammer fließende Wasser auf und ermöglichte Bäder. Der Überlauf mündete nach wenigen Metern in den Floßbach. Auf dem Schlussstein des Gewölbes der Brunnenkammer wurde später die Jahreszahl 1733 angebracht; damals fanden möglicherweise Renovierungsarbeiten statt. Nach den Klosterherren wurde die Quelle zunächst „Chorherrnbronn“ genannt; der Name schliff sich im Lauf der Zeit zum „Chorbrünnel“ ab.
Der örtliche Umweltverein Alte Sandkaut Dirmstein hat nach der Jahrtausendwende den Brunnen baulich restauriert, so dass bei ausreichender Wasserzufuhr die Funktion wieder gegeben wäre. Aber auch trockengefallen ist er das zweite Hauptziel des Chorbrünnel-Rundwegs.